# Fraternity
Fraternity byla australská rocková skupina, která vznikla v Sydney v roce 1970 a přesídlila se do Adelaide v roce 1971. Bývalí členové zpěváci Bon Scott (později se připojil k AC/DC), John Swan (později sólová kariéra) a jeho bratr Jimmy Barnes (později Cold Chisel).

## Členové
- John Bisset – klávesy, doprovodný zpěv (1970–1973)
- Tony Buettel – bicí (1970)
- Bruce Howe – basová kytara, zpěv, doprovodný zpěv (1970–1973, 1973–1976, 1978–1981)
- Mick Jurd – kytara (1970–1973)
- Bon Scott – zpěv, zobcová flétna (1970–1973)
- John Freeman – bicí (1970–1973, 1980–1981)
- "Uncle" John Ayers – harmonika, doprovodný zpěv (1971–1973, 1974–1976, 1978–1981)
- Sam See – slide kytara, piáno (1971–1972)
- John Swan – bicí, zpěv (1974–1976)
- Peter Bersee – housle (1974–1976)
- Jimmy Barnes – zpěv (1975–1976)
- Mauri Berg – kytara (1975, 1978–1981)
- Stan Koritni – kytara (1980–1981)

## Diskografie

### Studiová alba
- Livestock – (1971)
- Flaming Galah – (Duben 1972)
- Mickey Finn – (1980)